# 12596 Shukla
12596 Shukla eller 1999 RT154 är en asteroid i huvudbältet som upptäcktes den 9 september 1999 av LINEAR i Socorro County, New Mexico. Den är uppkallad efter Kavita M. Shukla.
Asteroiden har en diameter på ungefär 3 kilometer.